# Antônio Leme Nunes Galvão
Antônio Leme Nunes Galvão (Ribeirão Preto, 28 de julho de 1924 – São Paulo, 28 de novembro de 2001) foi um banqueiro, empresário e dirigente esportivo brasileiro.
Vice-presidente do BCN, do qual era sócio, era também dono de construtora que participou da construção do Estádio do Morumbi e diretor da CESP, além de dono da Bardahl e de fazendas. Foi vice-presidente e, depois, presidente do São Paulo Futebol Clube por dois mandatos, entre 1978 e 1982. Sua primeira gestão não deixou grandes marcas, mas na segunda montou o time bicampeão paulista em 1980 e 1981. Tentou alcançar a presidência novamente em 1988, mas perdeu a eleição para Juvenal Juvêncio por apenas um voto.
Dois anos depois, era o líder da chapa vencedora das eleições, o que lhe valeria novo mandato como presidente. Porém, renunciou à disputa pela presidência, apesar da insistência de seus correligionários, preferindo assumir o cargo de presidente do Conselho Deliberativo. Para ele, José Eduardo Mesquita Pimenta teria mais chances de acabar com as brigas internas. Galvão teve grande influência na política do clube, e todos os candidatos que apoiou entre 1990 e 2000 foram eleitos.